# Brahim Ait Sibrahim
Brahim Ait Sibrahim (arabisch إبراهيم أيت إبراهيم, * 1. Januar 1967) ist ein ehemaliger marokkanischer Skirennläufer und Olympiateilnehmer, der sich auf Super-G, Riesenslalom und Slalom spezialisiert hat.

## Karriere

### Alpine Ski-Juniorenweltmeisterschaften 1982
Ait Sibrahim nahm bei den Alpinen Ski-Juniorenweltmeisterschaften 1982, die im französischen Auron ausgetragen wurde, im Riesenslalom und im Slalom teil. Im Riesenslalom hatte er eine Minute und 15 Sekunden Rückstand auf den Sieger, den Österreicher Günther Mader und belegte damit den 64. und letzten Platz. Die vier teilnehmenden Marokkaner belegten die letzten vier Plätze – der Monegasse David Lajoux hatte 21,68 Sekunden Rückstand und der Nächste, der beste Marokkaner, Ahmad Ouachit, bereits 53,97 Sekunden. Mohamed Id Abdallah, Najib Khaddi und Ait Sibrahim hatten alle jeweils über eine Minute Rückstand.
Auch im Slalom belegte Ait Sibrahim den letzten Platz – mit einer Minute und 9,69 Sekunden Rückstand auf Johan Wallner war dies Platz 37. Auch hier nahmen die vier Marokkaner die letzten vier Plätze ein, der Nächstschnellere, der US-Amerikaner Jack Miller lag 12,98 Sekunden vor Mohamed Id Abdallah, dem besten Marokkaner. Najib Khaddi hatte ebenfalls über eine Minute Rückstand auf Wallner.

### Olympische Winterspiele 1984
Bei den in Sarajevo im damaligen Jugoslawien ausgetragenen Olympischen Winterspielen 1984 startete Ait Sibrahim in Riesenslalom und Slalom. Während seine Teamkollegen im Riesenslalom den 64., 73. und 74. Platz belegten, schied Ait Sibrahim im zweiten Durchgang aus. Im Slalom erteilte ihn das gleiche Schicksal, die beiden anderen Marokkaner Ahmad Ouachit und Ahmed Ait Moulay belegten den 38. und 44. Platz.

### Olympische Winterspiele 1992
Bei den Olympischen Winterspielen 1992 im französischen Albertville startete Ait Sibrahim erstmals auch im Super-G. Dort belegte er mit 25,56 Sekunden Rückstand auf den Norweger Kjetil André Aamodt den 88. Platz und ließ den Algerier Kamel Guerri sowie die Marokkaner El-Hassan Mahta, Brahim Izdag und Brahim Id Abdellah hinter sich.
Im Riesenslalom hatte Ait Sibrahim 47,24 Sekunden Rückstand auf den Italiener Alberto Tomba, platzierte sich auf Platz 78 und ließ damit 13 Läufer hinter sich. Vom marokkanischen Team kam Mustapha Naitlhou auf Platz 84, Noureddine Bouchaal auf Platz 86 und El-Hassan Mahta sowie Hicham Diddou wurden disqualifiziert.
Seine beste Platzierung bei diesen olympischen Spielen erreichte er mit Platz 52 und 45,61 Sekunden Rückstand auf den Norweger Finn Christian Jagge. El-Hassan Mahta lag auf dem 60. Platz, Hicham Diddou war im Vorlauf ausgeschieden und Brahim Izdag schied im Rennen aus.

## Erfolge
| - DNF = im Wettkampf ausgeschieden (engl. Did Not Finish) |

### Olympische Winterspiele
- Sarajevo 1984: DNF2 im Riesenslalom, DNF2 im Slalom
- Albertville 1992: 88. im Super-G, 78. im Riesenslalom, 52. im Slalom

### Alpine Ski-Juniorenweltmeisterschaften
- Auron 1982: 64. im Riesenslalom, 37. im Slalom